# Guzoczyrka dębowa

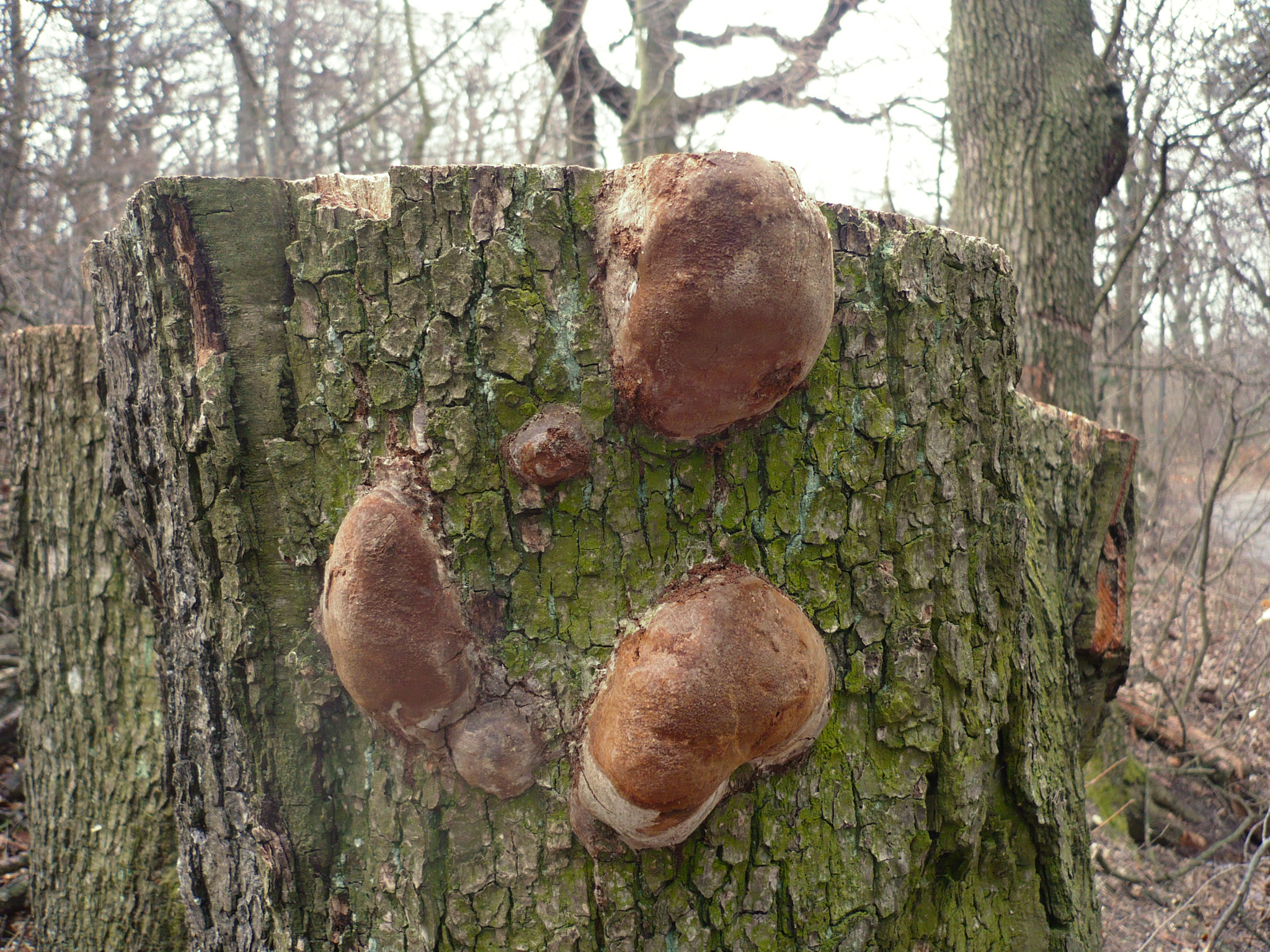

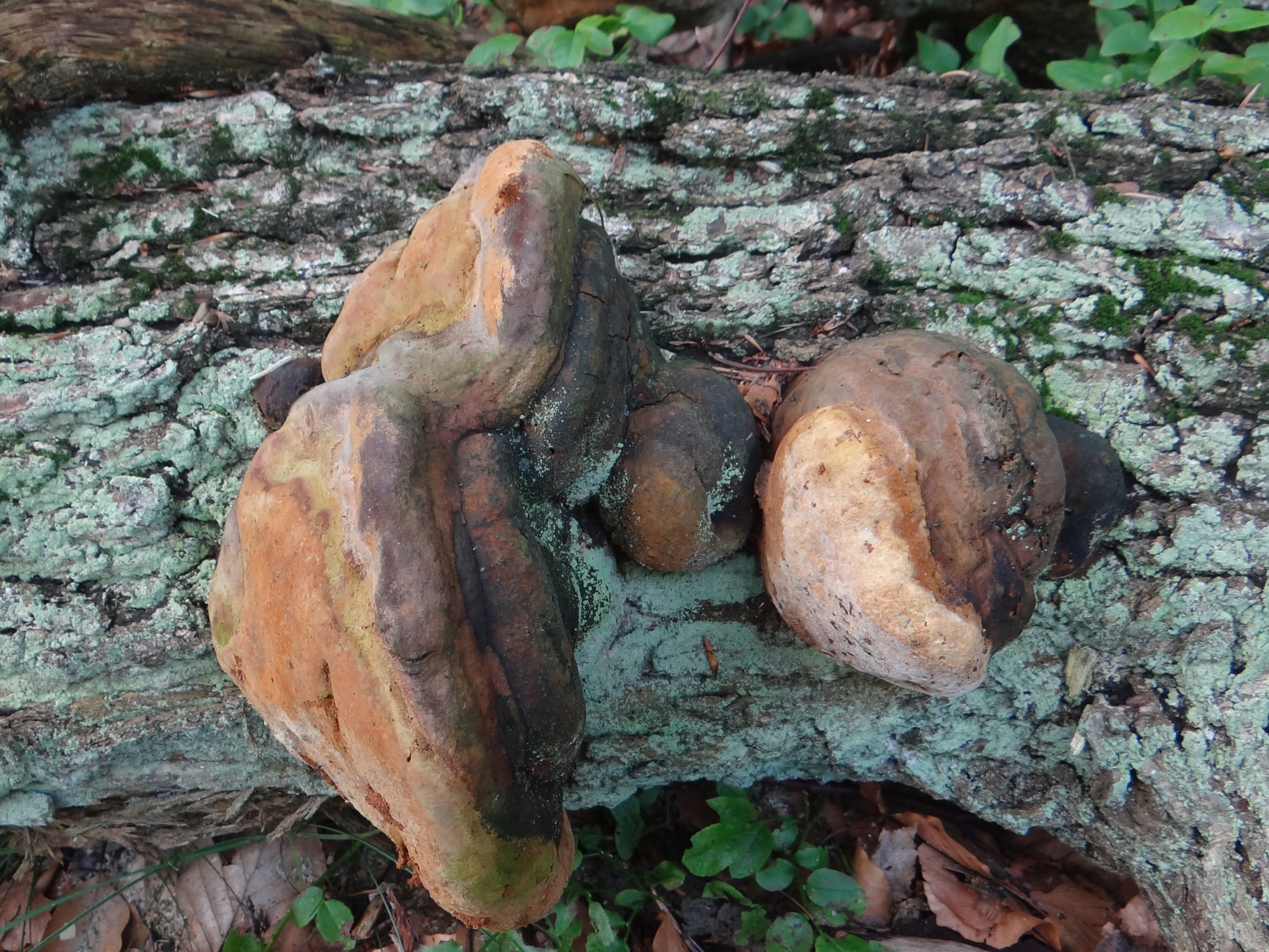

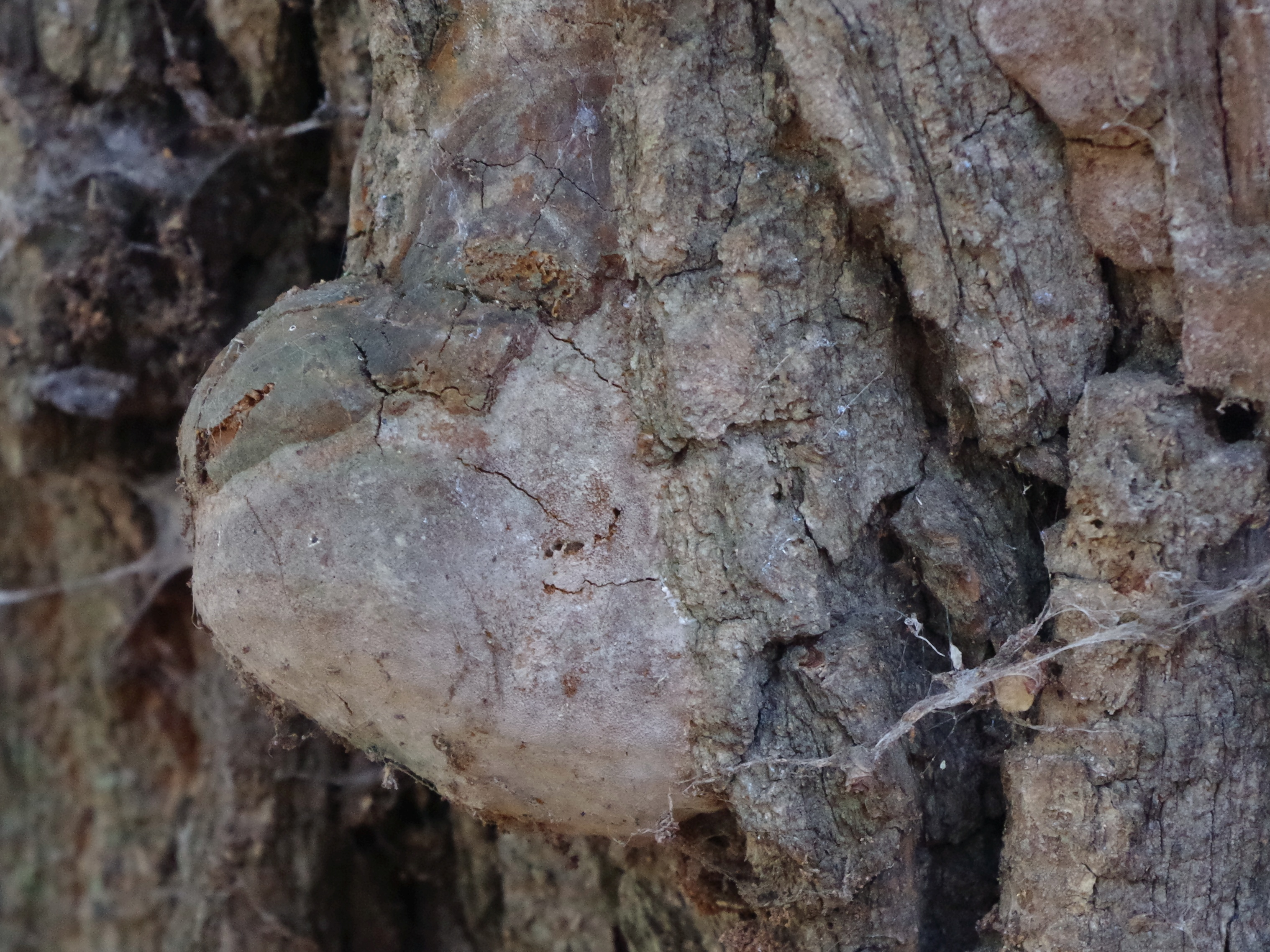

Guzoczyrka dębowa, czyreń dębowy (Fomitiporia robusta (P. Karst.) Fiasson & Niemelä) – gatunek grzybów z rodziny szczeciniakowatych (Hymenochaetaceae).

## Systematyka i nazewnictwo
Pozycja w klasyfikacji według Index Fungorum: Fomitiporia, Hymenochaetaceae, Hymenochaetales, Incertae sedis, Agaricomycetes, Agaricomycotina, Basidiomycota, Fungi.
Po raz pierwszy takson ten zdiagnozował w 1889 r. Petter Karsten nadając mu nazwę Fomes robustus. Obecną, uznaną przez Index Fungorum nazwę nadali mu w 1984 r. Fiasson i Tuomo Niemelä przenosząc go do rodzaju Fomitoporia.
Ma ponad 40 synonimów. Niektóre z nich:
- Fomes tuberosus (Lázaro Ibiza) Sacc. & Trotter 1925
- Fomitiporia texana (Murrill) Nuss 1986
- Ochroporus robustus (P. Karst.) J. Schröt. ex Donk 1933
- Phellinus aestriplex (E.H.L. Krause) E.H.L. Krause 1934
- Phellinus robustus (P. Karst.) Bourdot & Galzin 1928
- Polyporus robustus (P. Karst.) S. Lundell & Nannf. 1936

Nazwę polską „czyreń dębowy” nadał Stanisław Domański w 1967 r. Wówczas gatunek ten zaliczany był do rodzaju Phellinus (czyreń). Według Index Fungorum gatunek ten obecnie należy do rodzaju Fomitoporia, tak więc nazwa polska jest niespójna z aktualną nazwą naukową. Nazwę „guzoczyrka dębowa” uwzględniającą odrębność od rodzaju czyreń w 2015 r. zaproponowała grupa mykologów w publikacji Karasińskiego i in., a jej używanie Komisja ds. Polskiego Nazewnictwa Grzybów Polskiego Towarzystwa Mykologicznego zarekomendowała w 2021 r.

## Morfologia
Owocnik
Owocnik wieloletni, twardy i zdrewniały – typowa huba. Występuje pojedynczo, lub w grupach, w których sąsiednie owocniki czasami zrastają się z sobą. Pojedynczy osobnik ma kształt półkulisty, kopytkowaty lub guzowaty, osiąga szerokość do 30 cm i grubość do 20 cm. Do podłoża przyrasta bokiem. Powierzchnia górna nierówna, czasami wyraźnie pagórkowata, zazwyczaj popękana i szeroko, koncentrycznie strefowana. Początkowo jest delikatnie aksamitna lub filcowata i żółtordzawa, potem naga i coraz ciemniejsza – ciemnordzawa, oliwkowa, szarobrązowa do niemal czarnej. Brzeg tępy, szeroki, zaokrąglony, nieco falisty i zawsze jaśniejszy – żółtordzawy.
Hymenofor
Rurkowaty, u młodych osobników brązowy, u starszych szarobrązowy. Rurki  o długości (2–) 3–5 (7–) mm, nieco jaśniejsze od miąższu. Tworzą wiele warstw, wyraźnie oddzielonych cienkimi warstwami tramy. Pory okrągłe i bardzo drobne, o średnicy 0,15–0,25 mm,  na 1 mm mieści się ich 5–6. Początkowo są żółtobrązowe, potem ciemnobrązowe lub jasnocynamonowe i często omszone. Stare pory często zarastają brązową grzybnią. Zapach słaby, smak niewyraźny.
Miąższ
Bardzo twardy i drewnowaty, słabo strefowany, pod działaniem KOH czerniejący. Ma grubość do 8 cm, jedwabisty połysk, barwę początkowo żółto-rdzawą, potem rdzawocynamonową.
Cechy mikroskopowe
Podstawki o rozmiarach 8–11 × 5–6 μm, 4–sterygmowe ze sprzążką w nasadzie. W hymenium występują liczne, cienkościenne, hialinowe i nabrzmiałe w środku cystydiole o długości 25–40 μm, szerokości 8–9,5 μm u podstawy i 1,5–2 μm na szczycie. Wysyp zarodników biały. Zarodniki o kształcie od kulistego do szerokojajowatego lub łezkowatego, o nieco zaostrzonej podstawie, gładkie, bezbarwne, grubościenne, o rozmiarach 6,5–7,5 × 6–7 μm.

## Występowanie i siedlisko
Występuje w Ameryce Północnej, Środkowej i Południowej, Europie, Azji i na Nowej Zelandii. W Polsce nie jest pospolity, ale nie jest zagrożony.
Występuje w lasach liściastych, mieszanych i w parkach, głównie na dębie szypułkowym, rzadziej na innych drzewach liściastych; na buku, głogu, robinii.

## Znaczenie
Pasożyt i saprotrof. Do drzew wnika przez rany. Owocniki tworzy na pniach i grubszych konarach żywych drzew, oraz w krótkim czasie po ich obumarciu. Powoduje białą zgniliznę drewna. Ochrona polega na unikaniu zranień drzew podczas prac leśnych oraz usuwaniu porażonych drzew.